# ۵۶۱ (قمری)
۵۶۱ (قمری)، پانصد و شصت و یکمین سال در گاهشماری هجری قمری است. اول محرم این سال برابر با چهاردهم نوامبر سال ۱۱۶۵ میلادی است.

## وابسته
- مخزن‌الاسرار
- عبدالقادر گیلانی